# سوزان تشوي
سوزان تشوي (بالإنجليزية: Susan Choi)‏‏ (28 يناير 1969 في إنديانا - ) روائية من الولايات المتحدة.

## الجوائز
- زمالة غوغنهايم
- جائزة لامدا الأدبية

## روابط خارجية
- سوزان تشوي على موقع IMDb (الإنجليزية)